# Галеево (Башкортостан)
Галеево (баш. Ғәле) — деревня в Татлыбаевского сельсовета Баймакского района Республики Башкортостан России.

## Географическое положение
Расстояние до:
- районного центра (Баймак): 18 км,
- центра сельсовета (Татлыбаево): 16 км,
- ближайшей железнодорожной станции (Сибай): 23 км.

03.09.2021 года из-за пожаров деревня Галеево была в срочном порядке эвакуирована.

## Население
| 2002 | 2009 | 2010 |
| ---- | ---- | ---- |
| 23   | ↘22  | →22  |

Национальный состав
Согласно переписи 2002 года, преобладающая национальность — башкиры (100 %).